# Dithmarschen
Dithmarschen (phát âm tiếng Đức: [ˈdɪtmaʁʃən], Hạ Saxon pronunciation: /ˈdɪtmaːʃn̩/, archaic trong tiếng Anh: Ditmarsh) là một huyện ở Schleswig-Holstein, Đức. Các đơn vị giáp ranh (từ phía bắc và theo kim đồng hồ) các huyện Nordfriesland, Schleswig-Flensburg, Rendsburg-Eckernförde, và Steinburg, bang Lower Saxony (huyện Stade, cách nhau qua sông Elbe), và giáp Biển Bắc.

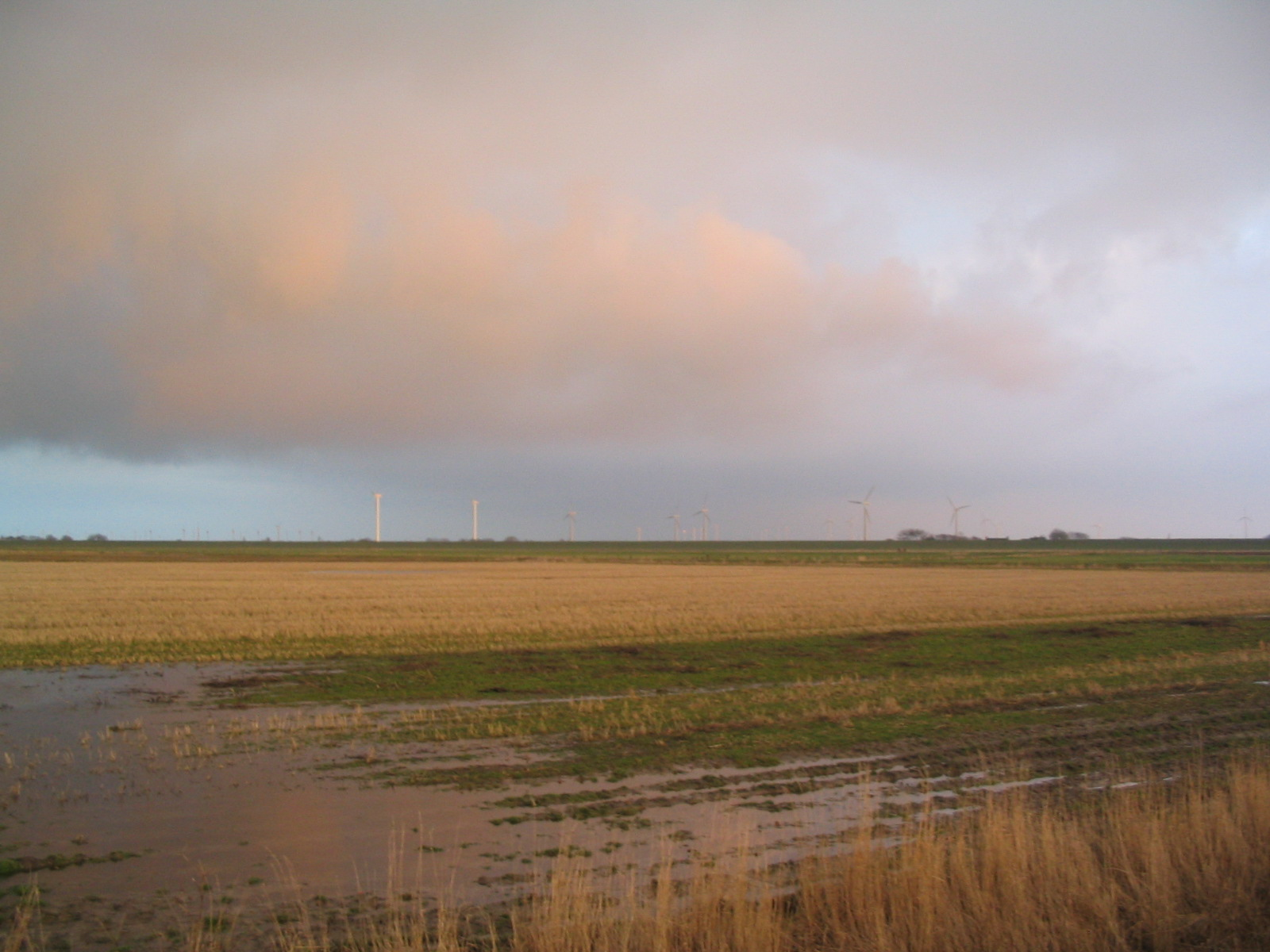
Đầm lầy ở bắc Dithmarschen

## Các đô thị
(Dân số ngày 30/9/2005)
| Thị xã độc lập                            |
| ----------------------------------------- |
| 1. Brunsbüttel (13.789) 2. Heide (20.716) |

| Ämter Kirchspielslandgemeinden | Ämter Kirchspielslandgemeinden | Ämter Kirchspielslandgemeinden |
| --- | --- | --- |
| - 1. Burg-Sankt Michaelisdonn 1. Averlak (640) 2. Brickeln (212) 3. Buchholz (1.115) 4. Burg Dith.1 (4.364) 5. Dingen (714) 6. Eddelak (1.462) 7. Eggstedt (836) 8. Frestedt (401) 9. Großenrade (529) 10. Hochdonn (1.249) 11. Kuden (664) 12. Quickborn (199) 13. Sankt Michaelisdonn (3.728) 14. Süderhastedt (874) - 2. Büsum-Wesselburen 1. Büsum1 (4.880) 2. Büsumer Deichhausen (345) 3. Friedrichsgabekoog (71) 4. Hedwigenkoog (271) 5. Hellschen-Heringsand-Unterschaar (169) 6. Hillgroven (86) 7. Norddeich (430) 8. Oesterdeichstrich (273) 9. Oesterwurth (274) 10. Reinsbüttel (427) 11. Schülp (489) 12. Strübbel (96) 13. Süderdeich (536) 14. Warwerort (284) 15. Wesselburen2 (3.112) 16. Wesselburener Deichhausen (142) 17. Wesselburenerkoog (151) 18. Westerdeichstrich (908) | - 3. Eider 1. Barkenholm (189) 2. Bergewöhrden (36) 3. Dellstedt (801) 4. Delve (737) 5. Dörpling (611) 6. Fedderingen (277) 7. Gaushorn (213) 8. Glüsing (119) 9. Groven (128) 10. Hemme (514) 11. Hennstedt1 (1.880) 12. Hollingstedt (338) 13. Hövede (64) 14. Karolinenkoog (132) 15. Kleve (452) 16. Krempel (663) 17. Lehe (1.160) 18. Linden (876) 19. Lunden (1.655) 20. Norderheistedt (144) 21. Pahlen (1.168) 22. Rehm-Flehde-Bargen (609) 23. Sankt Annen (355) 24. Schalkholz (595) 25. Schlichting (239) 26. Süderdorf (396) 27. Süderheistedt (542) 28. Tellingstedt (2.493) 29. Tielenhemme (178) 30. Wallen (37) 31. Welmbüttel (465) 32. Westerborstel (98) 33. Wiemerstedt (165) 34. Wrohm (732) - 4. Heider Umland [seat: Heide] 1. Hemmingstedt (2.989) 2. Lieth (396) 3. Lohe-Rickelshof (1.942) 4. Neuenkirchen (1.044) 5. Norderwöhrden (287) 6. Nordhastedt (2.753) 7. Ostrohe (963) 8. Stelle-Wittenwurth (486) 9. Weddingstedt (2.321) 10. Wesseln (1.352) 11. Wöhrden (1.334) | - 5. Marne-Nordsee 1. Diekhusen-Fahrstedt (734) 2. Friedrichskoog (2.522) 3. Helse (964) 4. Kaiser-Wilhelm-Koog (364) 5. Kronprinzenkoog (965) 6. Marne1, 2 (6.018) 7. Marnerdeich (341) 8. Neufeld (646) 9. Neufelderkoog (144) 10. Ramhusen (163) 11. Schmedeswurth (215) 12. Trennewurth (269) 13. Volsemenhusen (368) - 6. Mitteldithmarschen 1. Albersdorf (3.588) 2. Arkebek (250) 3. Bargenstedt (925) 4. Barlt (844) 5. Bunsoh (871) 6. Busenwurth (331) 7. Elpersbüttel (915) 8. Epenwöhrden (808) 9. Gudendorf (425) 10. Immenstedt (97) 11. Krumstedt (556) 12. Meldorf1, 2 (7.655) 13. Nindorf (1.165) 14. Nordermeldorf (649) 15. Odderade (325) 16. Offenbüttel (283) 17. Osterrade (462) 18. Sarzbüttel (735) 19. Schafstedt (1.343) 20. Schrum (77) 21. Tensbüttel-Röst (692) 22. Wennbüttel (77) 23. Windbergen (841) 24. Wolmersdorf (345) |
| 1thủ phủ Amt Kirchspielslandgemeinde; 2thị xã | | |